# Ann Cavoukian

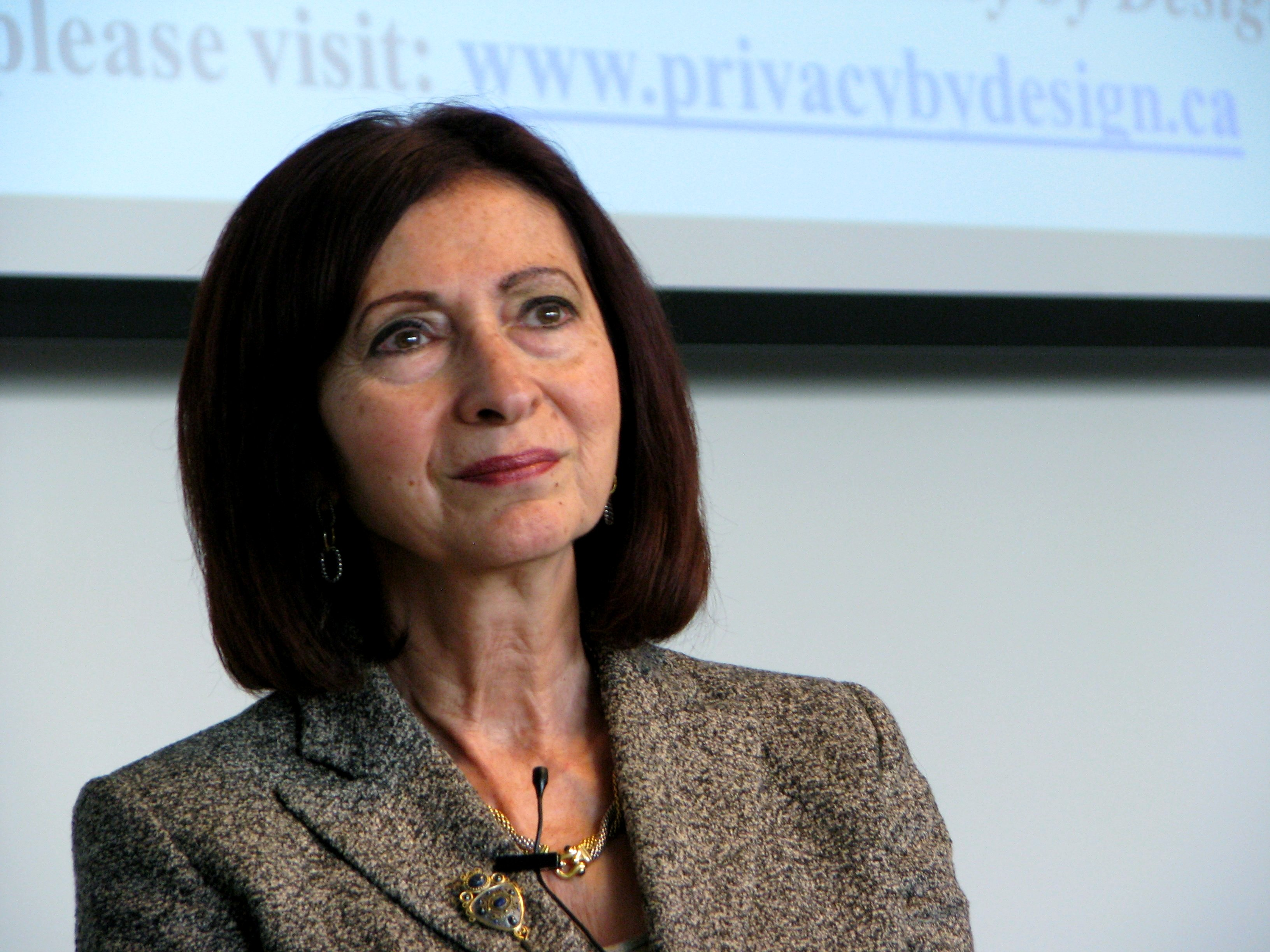
Ann Cavoukian 2013

Ann Cavoukian (armenisch Էնն Գավուքյան; * 7. Oktober 1952 in Kairo) ist eine kanadische Datenschützerin. Sie ist die ehemalige (1997–2014) Informationsfreiheits- und Datenschutzbeauftragte (Information and Privacy Commissioner – IPC) der kanadischen Provinz Ontario.
Cavoukian wurde in Ägypten als Kind armenischer Eltern geboren und wanderte 1958 mit ihrer Familie nach Toronto (Kanada) aus. Sie ist die Schwester des in Kanada bekannten Musikers Raffi Cavoukian.
Cavoukian machte den Master of Arts und den Doctor of Philosophy im Fach Psychologie an der Universität von Toronto, mit dem Spezialgebiet Kriminologie und Rechtswissenschaft.
Ab 1987 war sie die erste Direktorin für Konformität im neugeschaffenen Amt des Informations- und Datenschutzbeauftragten von Ontario tätig. 1997 wurde sie zur Informationsfreiheits- und Datenschutzbeauftragten Ontarios ernannt.
Sie ist die erste Informationsfreiheits- und Datenschutzbeauftragte Ontarios, die auch für die zweite und dritte Amtszeit (bis 2014) in ihrem Amt bestätigt wurde. Bei Datenschutzthemen wird sie regelmäßig von den Medien nach ihrer Meinung befragt, nicht zuletzt, weil sie komplexe Sachverhalte in einfachen Worten darstellen kann. Von einer führenden Datenschutzzeitschrift wurde Cavoukian zur Datenschutzmanagerin des Jahres 2003 gewählt, eine Auszeichnung, für die Datenschützer der ganzen Welt nominiert werden.
Am 29. März 2005 sprach sie sich in einem Interview gegen das von Ministerin Sandra Pupatello vorgelegte Adoptionsoffenlegungsgesetz 183 aus.
Ihre Behörde hat eine Reihe von Tools und Verfahren zur Datensicherheit entwickelt.

## Werke
Cavoukian hat zwei grundlegende Bücher über Datenschutz veröffentlicht, die die personellen und finanziellen Risiken bei Fehlen von Datenschutz in Bezug auf Personal und Kunden beleuchten.
- Don Tapscott: Who Knows: Safeguarding Your Privacy in a Networked World, 1997.
- Tyler Hamilton: The Privacy Payoff: How Successful Businesses Build Customer Trust, 2002.